# Емос Дікон
Емос Дікон (англ. Amos Deacon, 28 травня 1904 — 9 жовтня 1982) — американський хокеїст на траві.
Бронзовий призер Олімпійських Ігор 1932 року.